# Корф, Мия
Ми́я Джей Корф (англ. Mia J. Korf; род. 1 ноября 1965, Итака, Нью-Йорк) — американская актриса.

## Биография
Мия Джей Корф родилась 1 ноября 1965 года в Итаке (штат Нью-Йорк, США) в семье отца-профессора университета и матери-архитектора и художницы. Её мать имеет японское происхождение, а отец — европейское. Корф окончила Корнеллский университет.
Корф начала карьеру на телевидении в 1988 году.
В 1991—2010 годы Мия была замужем за актёром Джеффом ЛеБо. Сейчас проживает в Лос-Анджелесе, штат Калифорния.

## Избранная фильмография
| Год       |    | Русское название            | Оригинальное название             | Роль                        |
| --------- | -- | --------------------------- | --------------------------------- | --------------------------- |
| 1990      | с  | Дни и ночи Молли Додд       | The Days and Nights of Molly Dodd | Доктор Ким Розенталь        |
| 1991—1992 | с  | Одна жизнь, чтобы жить      | One Life to Live                  | Блэр Крамер                 |
| 1995      | с  | Нас пятеро                  | Party of Five                     | Гвен                        |
| 1996      | с  | Человек ниоткуда            | Nowhere Man                       | Джейн Батлер                |
| 1996      | с  | Надежда Чикаго              | Chicago Hope                      | Валери Фарр                 |
| 1996      | мс | Настоящие монстры           | Aaahh!!! Real Monsters            | Ехидна (озвучивание)        |
| 1996      | с  | Часовой                     | The Sentinel                      | Акико Кена/Анджела Камура   |
| 1996      | ф  | Джерри Магуайер             | Jerry Maguire                     | бывшая подружка             |
| 1999      | с  | Притворщик                  | The Pretender                     | Анна                        |
| 1999      | ф  | Где угодно, только не здесь | Anywhere but Here                 | девушка Джоша               |
| 2000      | с  | Время твоей жизни           | Time of Your Life                 | Софи                        |
| 2001      | с  | Расследование Джордан       | Crossing Jordan                   | Доктор Грэйс Якура          |
| 2004      | с  | Полиция Нью-Йорка           | NYPD Blue                         | Люси Тиммонс                |
| 2004      | с  | Северный берег              | North Shore                       | Майя                        |
| 2004      | с  | Части тела                  | Nip/Tuck                          | адвокат                     |
| 2004      | с  | Военно-юридическая служба   | JAG                               | Капитан Патриша Тэм         |
| 2005      | с  | Сильное лекарство           | Strong Medicine                   | Мико                        |
| 2006      | мс | Чародейки                   | W.I.T.C.H.                        | Тереза Кук (озвучивание)    |
| 2007      | с  | Детектив Раш                | Cold Case                         | Эвелин Такахаси — 1942-1945 |
| 2008      | с  | Элай Стоун                  | Eli Stone                         | Чарисса Накаути             |